# Competec
Die Competec Holding AG mit Sitz in Mägenwil ist eine auf Import, Distribution und Verkauf von Hard- und Software sowie Unterhaltungselektronik, Haushaltswaren, Sport- und Freizeitartikel spezialisierte Schweizer Unternehmensgruppe. Sie umfasst die Handelsunternehmen Brack.ch AG und Alltron AG, Jamei AG, Medidor AG, Furber AG und die Dienstleister Competec Logistik AG und Competec Service AG.

## Geschichte
Die Wurzeln der Competec-Gruppe liegen in der 1994 von Roland Brack als Einzelfirma in Bözen gegründeten Brack Consulting. Brack verkaufte damals, anhand von Einzelteilen selbst zusammengebaute, PCs. 1996 verlegte er seine Aktivitäten nach Mägenwil, wohin 1997 auch der rechtliche Unternehmenssitz verlegt wurde.
1998 nahm Brack Consulting den eigenen Onlineshop Brack.ch sowie kurz darauf ein eigenes Logistikzentrum in Betrieb. Ende 2001 folgte die Inbetriebnahme einer Shop-in-Shop-Lösung für Wiederverkäufer. Um sich für die Preisverhandlungen und Qualitätssicherung bei Direktimporten aus dem asiatischen Raum eine bessere Basis zu verschaffen, eröffnete Roland Brack 2002 ein Einkaufsbüro in Taiwan. 2003 wurde das Unternehmen in eine Aktiengesellschaft umgewandelt und in Brack Electronics AG umbenannt.
2006 übernahm Brack Electronics die im gleichen Gebäudekomplex ansässige COS Distribution AG und benannte das Unternehmen in Alltron AG, wie ein Teil des Unternehmens vor der Fusion mit der COS Distribution AG hiess, um. Gleichzeitig wurden Informatik, Lager und Kundendienst der beiden Unternehmen zusammengelegt. Nachdem Brack Electronics bereits 2001, 2004, 2005 und 2006 den von der Zeitschrift IT-Reseller verliehenen Disti-Award in der Kategorie Komponentendistribution gewonnen hatte, wurde die Aargauer Firma 2007 von rund 1000 IT-Händlern zum fünften Mal zum besten Komponentendistributor der Schweiz gewählt.
2007 folgten mehrere Akquisitionen. Zum einen übernahm Brack Electronics den Kundenstamm zweier IT-Unternehmen, zum anderen erwarb es den Distributor Wyscha Computer AG. Diese erzielte mit 28 Mitarbeitern einen Jahresumsatz von 55 Millionen Franken. Das Wachstum führte im Dezember 2007 zur Gründung der Competec Holding AG als Muttergesellschaft der Unternehmensgruppe. 2008 folgte mit der Übernahme von Phonet Suisse, 15 Millionen Umsatz mit elf Mitarbeitern, eine weitere Akquisition.
2011 war ein Jahr der Reorganisation und Neustrukturierung. Die Tochtergesellschaften Wyscha Computer AG und Phonet Suisse SA wurden mit der Alltron AG fusioniert. Alltron und Brack Electronics erhielten je eine eigene Geschäftsleitung und eigene Marketing-, Verkaufs- und Einkaufsabteilungen. Bei Alltron wurde die neue Abteilung «Alltron Solutions» gegründet, die sich auf kombinierte Vernetzungslösungen zwischen Informatik, Unterhaltungselektronik und Telekommunikation spezialisiert hat.
Seit April 2012 liefert die Competec-Gruppe ihre Ware von Willisau aus. Das Unternehmen hat hierzu das ehemalige Lego-Werk erworben, das mit einer Gesamtbetriebsfläche von 55‘000 Quadratmetern als Logistikzentrum dient.
Ausgestattet wurde das Logistikzentrum in einer mehrmonatigen Umbauzeit mit zeitgemässer Lagertechnik, unter anderem mit einer «Autostore»-Anlage, einem kompakten, automatischen Kleinteilelager. Im Spätsommer 2012 gab die Gruppe bekannt, dass sie ihre PC-Serienproduktion auslagert.
2014 wurde die Brack Electronics AG aufgrund der ständigen Weiterentwicklung der Sortimente im Onlineshop zu Brack.ch AG. Im selben Jahr übernahm man den Händler OHC Computer. 
Nach der Aufhebung des Euro-Mindestkurses 2015 wurden die verschiedenen Dienstleistungen bei Alltron und Brack.ch ausgebaut: Samstagslieferungen, verlängerte Bestellfristen, SameDay Delivery, Installations- und Heimservice sowie Geschenkverpackungen. Kooperationen ging man mit siroop.ch und notime AG sowie mit Intersport Schweiz ein, für deren Onlineauftritt Brack.ch verantwortlich war.
Im Dezember 2016 kommunizierte die Competec-Gruppe die Übernahme der Jamei AG, rückwirkend auf den 1. Oktober 2016. Jamei AG hatte sich während der drei Jahrzehnte zu einem wichtigen Partner für den Schweizer Einzelhandel im Bereich Wohnen, Haushalt und Küche etabliert. Durch die Übernahme der Jamei AG gelang es der Competec Gruppe, im stark wachsenden Bereich Home & Living stärker Fuss zu fassen und seine Geschäftseinheit Wohnen & Haushalt nachhaltig zu unterstützen. In diesem Bereich baute die Competec-Gruppe auch weiter aus. Per 1. April 2019 übernahm Jamei.ch die Distribution der Marken der Thurnherr Vertretungen GmbH und kann so seine Stellung im Home & Living weiter ausbauen.
Beim «Brack.ch Order Button» handelt es sich um die erste Eigenentwicklung, die aus einem Bestellknopf und einer zugehörigen App besteht. Alltron veröffentlichte einen Service-Marktplatz.
Am 6. September 2017 wurde der neue Onlineshop von Brack.ch veröffentlicht. Die Liefermöglichkeiten wurden um die PickMup-Standorte der Migros-Gruppe erweitert. Nachdem bereits die Sortimente Kaffee und Tee (seit 2007), Near-Food (Beginn mit Procter & Gamble im Jahr 2014) sowie Tierbedarf und Sportnahrung eingeführt wurde, ist das Unternehmen seit dem 6. März 2018 auch in den Lebensmittel-Handel mit haltbaren Lebensmitteln eingestiegen.
Im Jahr 2018 strukturierte sich die Unternehmensgruppe neu und die Verantwortlichkeiten wurden neu besetzt. Roland Brack blieb weiterhin Verwaltungsratspräsident.
Aufgrund der akuten Platznot war bereits länger ein Ausbau des Logistikzentrums projektiert, konnte jedoch aufgrund von Einsprachen nicht plangemäss umgesetzt werden. Im Februar 2019 hatte sich die Competec-Gruppe dazu entschlossen, mit den Bauarbeiten dafür zu beginnen (Aushub und Tiefbau). Das Bundesgericht hatte im Oktober entschieden, dass «der Beschwerde keine aufschiebende Wirkung zuzuerkennen» sei. Anfang April wurde die Baubeschwerde endgültig vom Bundesgericht abgewiesen und der Erweiterungsbau in Willisau konnte realisiert werden, denn laut Gericht verlief die Planung gesetzeskonform. Die ersten Anlagen im Erweiterungsbau gingen im Juni 2021 in Betrieb.
Im Januar 2020 wurden rund 500 Eigenmarken der Rossmann (Handelskette) ins Sortiment aufgenommen und im November übernahm Competec zudem die Medidor AG mit Sitz in Aesch ZH, um die Fachkompetenz im Thema Gesundheit weiter auszubauen. Im Februar 2022 wurde bekannt, dass Competec den in Winterthur ansässigen Bürobedarf-Anbieter Schoch Vögtli übernimmt und in die Geschäftskundensparte Brack.ch Business integriert.
Zum 1. September 2024 wurde die Unternehmensgruppe intern erneut umstrukturiert und soll künftig Brack Alltron heissen. Die Umfirmierung soll im ersten Quartal 2025 erfolgen. Bereits im Januar 2025 bezeichnete sich das Unternehmen selbst als Brack.Alltron bezw. als Brack.Alltron-Gruppe.

## Tätigkeit
Während Brack.ch Privat- und Geschäftskunden sowie die Industrie mit Produkten aus den Bereichen IT und Multimedia, Haushalt und Wohnen, Supermarkt und Drogerie, Familie und Baby, Baumarkt und Hobby sowie Sport und Freizeit beliefert, ist Alltron im Grosshandel tätig und bedient ausschliesslich Wiederverkäufer in der Schweiz. Competec Logistik AG übernimmt sämtliche Logistikaufgaben der Competec-Gruppe. In der Competec Service AG sind zentrale Dienste wie IT, Technik, Personal, Finanzen und Unternehmensentwicklung untergebracht.
Die Competec-Gruppe erwirtschaftete 2023 mit über 1300 Mitarbeitenden einen Umsatz von circa 1,14 Milliarden Schweizer Franken.

## Sportförderung
Als Schweizer Unternehmen möchte die Gruppe junge Menschen – die Competec Service AG bildet jedes Jahr Lernende in verschiedenen Berufsfeldern aus – und Sportler fördern. Seit längerer Zeit betätigt sich dafür vor allem Brack.ch als Sponsor: 2013 bis 2021 erweiterte der Online-Fachhändler sein soziales Engagement mit dem Titelsponsoring der Challenge League, der zweithöchsten Fussballliga der Schweiz. Die Partnerschaften zwischen Brack.ch und dem Schweizer Sport wurden vielseitiger: 2016 wurde ein einjähriges Sponsoring mit dem Swiss Triathlon Teams eingegangen. Neben regionalen und lokalen Anlässen und Sportclubs wie der Ringerclub Willisau oder das Bergrennen Reitnau wurden auch nationale Projekte wie der Grand Prix Migros, die Raiffeisen Snow und Football Camps sowie eSports-Teams oder die gemeinnützige Organisation Labdoo (mit PC-Spenden) unterstützt. Im Juni 2018 wurde die Partnerschaft mit Swiss-Ski bekannt gegeben: Brack.ch wurde offizieller Nachwuchspartner Ski Alpin und unterstützte diverse Nachwuchsfahrer.